# Eryx (pocisk rakietowy)
Eryx – przeciwpancerny pocisk kierowany krótkiego zasięgu opracowany przez europejskie konsorcjum zbrojeniowe MBDA. Pocisk został opracowany w drugiej połowie 80 a jego produkcję seryjną uruchomiono w 1992.

## Opis
Eryx jest pociskiem krótkiego zasięgu i może razić cele na dystansach od 50  do 600 metrów. Celność i skuteczność pocisku została osiągnięta dzięki sterowaniu gazodynamicznemu za pomocą dysz umieszczonych na obwodzie pocisku. Sterowanie pociskiem jest półautomatyczne, a rola operatora sprowadza się do utrzymania siatki celownika na celu. Dodatkowo wyrzutnia wyposażona jest w kamerę CCD, która śledzi źródło światła ksenonowego umieszczone w tylnej części pocisku.
Dzięki niskiej prędkości pocisku przy starcie i małej ilości gazów powstających przy strzale, możliwe jest odpalanie Eryxa z pomieszczeń zamkniętych, co czyni go szczególnie przydatnym w czasie walk w terenie zurbanizowanym. Oprócz zwalczania celów opancerzonych może być  wykorzystany do niszczenia bunkrów i śmigłowców.